# 2004 aux États-Unis
Chronologie des États-Unis
- 2000
- 2001
- 2002
- 2003
- 2004
- 2005
- 2006
- 2007
- 2008

Cette page concerne des événements qui se sont produits durant l'année 2004 du calendrier grégorien aux États-Unis.

## Gouvernement
- Président : George W. Bush
- Vice-président : Dick Cheney
- Secrétaire d'État : Colin Powell
- Chambre des représentants - Président : Dennis Hastert (Parti républicain)

## Événements

### Janvier
- 3 janvier : atterrissage de la sonde Spirit sur la planète Mars
- 25 janvier : atterrissage de la sonde Opportunity sur la planète Mars

### Février
- 4 février : lancement du célèbre réseau social, Facebook.
- 9 février : disparition de Maura Murray sur une route de Woodsville dans le New Hampshire - une disparition qui reste non résolue.
- 29 février : 76e cérémonie des Oscars

### Mars

#### Mardi2 mars
- John Kerry gagne l'investiture du parti démocrate

### Avril
- x

### Mai
- x

### Juin
- 5 juin : décès de l'ancien président Ronald Reagan
- 8 juin : sommet du G8 en Géorgie
- 10 juin : décès de Ray Charles, pianiste, chanteur de blues et pionnier de la musique soul

### Juillet
- 1er juillet : décès de l'acteur Marlon Brando
- 25 juillet : sixième victoire du cycliste Lance Armstrong au Tour de France

### Août
- 3 août : réouverture de la statue de la Liberté après des améliorations de la sécurité

### Septembre
- 30 septembre : 1er débat pour l'élection présidentielle

### Octobre
- 4 octobre : décès de Gordon Cooper, astronaute du Programme Mercury de la NASA
- 10 octobre : décès de Christopher Reeve, acteur de Superman en particulier

### Novembre
- 2 novembre : réélection de  George W. Bush aux dépens de John Kerry
- 7 novembre : assaut de l'armée américaine en Irak

### Décembre
- x

## Culture

### Cinéma

#### Films américains sortis en 2004
- x

#### Autres films sortis aux États-Unis en 2004
- x

#### Oscars
- Meilleur film :
- Meilleur réalisateur :
- Meilleur acteur :
- Meilleure actrice :
- Meilleur film documentaire :
- Meilleure musique de film :
- Meilleur film en langue étrangère :

## Naissance en 2004
- 26 janvier : Addison Riecke, actrice.
- 30 juin : Francesca Capaldi, actrice.

## Décès en 2004
- 5 juin : Ronald Reagan, ancien président des États-Unis.
- 10 juin : Ray Charles, arrangeur, chanteur, compositeur et pianiste.
- 26 août : Laura Branigan, 52 ans, chanteuse américaine
- 4 octobre : Gordon Cooper, astronaute.
- 10 octobre : Christopher Reeve, acteur.